# Úmbita
Úmbita est une municipalité située dans le département de Boyacá, en Colombie.

## Toponymie
Úmbita était le nom déjà donné à ce lieu par les Chibchas avant l'arrivée des Espagnols. Il signifie terre de labour[réf. nécessaire].

## Personnalités liées à la municipalité
- José Castelblanco (1969-) : cycliste né à Úmbita.
- Hernando Bohórquez (1992-) : cycliste né à Úmbita.